# 白百合女子大學
白百合女子大學（日语：／ Shirayuri joshi daigaku */?）是位於日本東京都調布市的天主教大學，由沙爾德聖保祿修女會於1881年創辦。最初為高等女學校，校園則先後設於東京的神田與九段；1950年隨著學制改革而改制短期大學，1965年遷校至調布現址並改制為綜合大學。目前由2個學部（學院）、以及1個大學院（研究所）組成，其中大學院部分男女兼收。

## 教學單位

### 學部
- 文學部
  - 國語國文學科
  - 法語法國文學科
  - 英語英國文學科

- 人類綜合學部
  - 兒童文化學科
  - 發展心理學科
  - 初等教育學科

### 大學院
- 文學研究科
  - 發展心理學專攻（碩士班、博士班）
    - 發展心理學課程
    - 發展臨床心理學課程

  - 兒童文學專攻（碩士班）
  - 國語國文學專攻（碩士班）
  - 法語法國文學專攻（碩士班）
  - 英語英國文學專攻（碩士班）
  - 語言、文學專攻（博士班）

## 外部鏈結
- 白百合女子大學 （页面存档备份，存于）（日語）（英文）